# Radomîșl, Jîtomîr
Radomîșl (în ucraineană Радомишль) este orașul raional de reședință al raionului Radomîșl din regiunea Jîtomîr, Ucraina. În afara localității principale, mai cuprinde și satele Hluhiv Perșîi și Sosnova Poleana.

## Demografie
Componența lingvistică a orașului Radomîșl
     Ucraineană (95,71%)
     Rusă (4,16%)
     Alte limbi (0,11%)
Conform recensământului din 2001, majoritatea populației orașului Radomîșl era vorbitoare de ucraineană (95,71%), existând în minoritate și vorbitori de rusă (4,16%).